# Zoltan Uray
Zoltán Uray (ur. 23 września 1931 w Klużu-Napoce) – rumuńsko-węgierski biolog, radiolog, szermierz, członek zewnętrzny Węgierskiej Akademii Nauk. Reprezentant kraju podczas Igrzysk Olimpijskich 1952 w Helsinkach. Na Igrzyskach uczestniczył w turnieju indywidualnym szpadzistów i odpadł w pierwszej rundzie.